# Рогата паламедея
Рогатата паламедея (Anhima cornuta) е южноамериканска птица. Единствен представител на своя род Anhima.

## Описание
Рогатата паламедея е голяма птица с дълги крака. Възрастните птици достигат дължина 84 cm и тегло между 2 и 3 кг. Оперението на тялото е черно-бяло, има тънък израстък на челото с дължина до 10 cm.

## Разпространение
Рогатата паламедея обитава тропическия пояс на Южна Америка, разпространена е от Колумбия на север, Бразилия до Северна Аржентина.

## Размножаване
Женската снася от 4 до 6 яйца в гнездо на земята. Младите птици се излюпват след 6 седмици.